# One of us, one of them
"One of us, one of them" es el tercer episodio de la tercera temporada de la serie de televisión Héroes producida por la cadena NBC.

## Argumento
Dispuesto a corregir el error que cometió, el Peter del futuro se dirige a rescatar a Peter Petrelli que se encuentra todavía en el cuerpo de Jesse, que está acompañado por varios criminales violentos comandados por Knox. Conforme la trama aumenta se revela que Knox sólo busca venganza del tipo que lo encerró. Mientras lo busca mata a uno de sus compañeros y llaman a la policía para que se presente el agente que lo encerró, que resulta ser Noah. Peter, no queriendo abandonarlo, usa la habilidad de Jesse y rescata a Noah. Sin embargo el Peter del futuro llega y lo saca de ese cuerpo para enseñarle el futuro que quería cambiar.
Hiro y Ando persiguen a Daphne hasta Alemania buscando frustrar sus planes y cuando misteriosamente el haitiano aparece anulando los poderes de ambos, Hiro no duda en utilizarlo a su favor. Sin embargo Ando es casi convencido por Daphne de independizarse de Hiro y finalmente acaba dándole a Daphne la oportunidad perfecta de huir con la otra mitad de la fórmula.
Tracy averigua algo sobre Niki y cuando va a Nueva Orleans, descubre solo el cadáver de Niki y a un Micah que le dice que tal vez la pueda ayudar. Gracias a Micah descubre que solo hay una coincidencia entre ella y su madre, y es que ambas nacieron en el mismo hospital, el mismo día y atendidas por un Doctor, llamado el Dr. Zimmerman.
Matt Parkman descubre que Usutu, la persona que encontró en mitad del desierto, es capaz de pintar el futuro como lo hacía Isaac Méndez, y le dice a Matt que su futuro ha sido cambiado mostrándole pinturas en las que se encuentra con una rubia muerta entre sus brazo y él llorando amargamente. Matt desea saber más y Usutu se limita a hacerlo comer una mezcla especial y a ponerle los auriculares para que entre en trance y sea capaz de ver el futuro.
Noah es forzado por Angela Petrelli a trabajar con Sylar y a pesar de que se niega inicialmente, accede a trabajar de todas formas, enfrentándose a Knox y a sus "guardaespaldas". Al final Sylar lo salva revelando que la posible predicción de Angela fue casi acertada ya que Sylar, incapaz de controlar sus poderes, mata a Jesse y le deja salida a Knox.
Por último Claire, queriendo ayudar a la gente le pide a su madre biológica, Meredith, que le enseñe a defenderse para poder ayudar a los demás, pero cuando ella sospecha, calienta el aire casi asfixiándola para hacerla hablar, hasta que por fin le dice que sus intenciones fueron lastimar a Sylar por lo que le hizo.